# Abeona
Abeona (< ab: weg (van)) was een Romeinse godheid, die bij het begin van een reis werd aangeroepen, terwijl men zich bij de terugkeer tot de godin Adeona wendde.
Ook riep men de bijstand van deze godheden in bij de eerste pogingen van kinderen om te lopen. (Er waren dertien godheden die het kind in de eerste levensjaren bijstonden in het aanleren van verschillende vaardigheden, zoals lopen.) Zij behoorde tot de Di Indigetes of goden van de indigamenta (een lange lijst van gespecialiseerde goden, die door de flamen Cerialis werden aanroepen (indigitare)).

## Referentie
- T.T. Kroon, art. Abeona, in T.T. Kroon, Mythologisch Woordenboek, 's Gravenshage, 1875, p. 1.